# Autostrada międzystanowa nr 80
Interstate 80 (I-80) – druga co do długości autostrada międzystanowa w Stanach Zjednoczonych (po I-90). I-80 Przebiega z zachodu na wschód, ze śródmieścia San Francisco, Kalifornia do
Teaneck, New Jersey, które jest przedmieściem Nowego Jorku. Trasa przebiega wzdłuż dawnej Lincoln Highway, pierwszej drodze powstałej w Ameryce. Od Chicago do Youngstown, Ohio jest płatna.

## Długość
|      | CA     | NV     | UT     | WY     | NE     | IO     | IL     | IN     | OH     | PE     | NJ     |
| ---- | ------ | ------ | ------ | ------ | ------ | ------ | ------ | ------ | ------ | ------ | ------ |
| mile | 199,24 | 410,67 | 196,34 | 402,76 | 455,32 | 303,23 | 163,52 | 151,56 | 237,48 | 311,07 | 68,35  |
| km   | 320,65 | 660,91 | 315,98 | 648,18 | 732,77 | 488,00 | 263,16 | 243,19 | 382,19 | 500,62 | 110,00 |